# La Bocatoma, Sinaloa
La Bocatoma är en ort i Mexiko.   Den ligger i kommunen Sinaloa och delstaten Sinaloa, i den västra delen av landet, 1 200 km nordväst om huvudstaden Mexico City. La Bocatoma ligger 65 meter över havet och antalet invånare är 133.
Terrängen runt La Bocatoma är platt. Runt La Bocatoma är det glesbefolkat, med 19 invånare per kvadratkilometer. Närmaste större samhälle är Sinaloa de Leyva, 1,5 km norr om La Bocatoma. I omgivningarna runt La Bocatoma växer huvudsakligen savannskog.